# Eddie Meduza
Errol Leonard Norstedt conocido como Eddie Meduza (17 de junio de 1948 en la parroquia de Örgryte, Gotemburgo - 17 de enero de 2002 en Nöbbele en las afueras de Växjö) fue un compositor, letrista, músico, comediante, cantante y multiinstrumentista sueco. Entre los instrumentos que tocó se encuentran la guitarra, el bajo eléctrico, el saxofón, el acordeón y el piano.
Entre otras cosas, es conocido por la canción "Reaktorn Läck I Barsebäck" que en México se conoce como "Himno a la Banda". Muchas de sus canciones trataban temas sobre el alcohol, las mujeres y los vehículos, a menudo incluyendo letra obscena. A veces también tenían una orientación política; muchas apuntaban contra el gobierno sueco en el poder en ese momento Moderaterna-Centerpartiet-Folkpartiet y los socialdemócratas suecos (conservadores y laboristas respectivamente) y también contra los noruegos. También fue un intérprete popular de la música Raggare. La otra identidad de Norstedt era el mucho más vulgar E. Hitler.
Actualmente es recordado principalmente por su trabajo más explícito, pero muchas de sus canciones son muy irónicas y algunas contienen comentarios sociales ingeniosos, aunque sin pulir, y hacen que su música tenga una especie de culto. Norstedt también grabó canciones de rockabilly serias con un distintivo sabor de los años 50 en su propio estudio, llamado Studio Ronka (ronka o runka es una jerga sueca para la masturbación, similar a masturbarse en inglés). Él mismo tocaba la mayoría de los instrumentos. A menudo recibía malas críticas de la prensa, en particular del periodista de Expressen, Mats Olsson, a lo que Norstedt respondió escribiendo canciones aún más ofensivas, como "Kuken står på Mats Olsson" (Mats Olsson tiene una erección), "Mats Olsson är en jävla bög "(Mats Olsson es un maldito maricón) y" Mats Olsson runkar kuken "(Mats Olsson se está pajeando la polla). Según los informes, dijo que no importaba lo que hiciera, nunca fue lo suficientemente bueno para los críticos.
Meduza también es recordado por la primera aparición grabada del futuro héroe de la guitarra de hair metal, John Norum (Dokken, UFO, Europa), quien tocó en 2 de sus álbumes.
A pesar de ello, Meduza era considerado un músico y compositor consumado, en particular por el ejecutivo de la compañía discográfica sueca, Bert Karlsson, quien, con resultados mixtos, intentó fomentar ese talento en Norstedt. Nunca tuvo un gran avance ni logró ningún éxito comercial, y esto se atribuye normalmente a su composición cada vez más obscena. Según Meduza, acrecentó el alcoholismo a fines de la década de 1970 durante períodos de intensas giras. En 1981, fue declarado culpable de conducir bajo los efectos de alcohol y pasó un mes en prisión.
Esta sentencia de cárcel no sirvió en nada para reducir su consumo de alcohol y, al año de su liberación, sufrió un ataque de nervios. No obstante, el alcoholismo de Meduza empeoró y un gran susto de salud le sobrevino en 1993, cuando colapsó cuando se dirigía a actuar en un concierto. Fue diagnosticado con hipertrofia ventricular (agrandamiento del corazón) y los médicos le previnieron que moriría si volvía a beber. Inicialmente, Meduza siguió los consejos médicos, cambió su estilo de vida por completo, recobró la sobriedad e inició a ejercitarse. A finales de la década de 1990, la depresión de Meduza empeoró, volviendo a caer en el alcoholismo, que rápidamente le pasó factura a su débil salud. Meduza falleció el 17 de enero de 2002, de un ataque al corazón en su casa de Småland, al sur de Suecia, a la edad de 53 años. Fue incinerado, siendo sus cenizas esparcidas en Småland Åsnen. Le sobreviven su esposa e hijos.

## Discografía

### Álbumes
- 1975 - Errol
- 1979 - Eddie Meduza & The Roaring Cadillacs
- 1980 - Garagetaper
- 1981 - Gasen I Botten
- 1982 - För jævle braa!
- 1982 – 21 Värsta !!!
- 1983 - Dåren É Lös
- 1984 - West A Fool Away
- 1985 - Ain't Got No Cadillac
- 1986 – Collection (2 LP)
- 1989 – Dom Dåraktigaste Dumheterna Digitalt (Röven 1)
- 1989 – Dom Dåraktigaste Dumheterna Digitalt (Röven 2)
- 1990 – På begäran
- 1990 - You Ain't My Friend
- 1991 – Collection (CD)
- 1995 - Harley Davidson
- 1997 - Silver Wheels
- 1998 - Värsting Hits
- 1999 - Väg 13
- 1999 – Dance Mix
- 1999 – Alla Tiders Fyllekalas Vol. 1
- 1999 – Alla Tiders Fyllekalas Vol. 2
- 1999 – Alla Tiders Fyllekalas Vol. 3
- 2000 – Alla Tiders Fyllekalas Vol. 4
- 2000 – Alla Tiders Fyllekalas Vol. 5
- 2000 – Alla Tiders Fyllekalas Vol. 6
- 2001 - Scoop
- 2001 – Alla Tiders Fyllekalas Vol. 7
- 2001 – Alla Tiders Fyllekalas Vol. 8
- 2001 – Alla Tiders Fyllekalas Vol. 9
- 2002 – Just Like An Eagle
- 2002 – Alla Tiders Fyllekalas Vol. 10
- 2002 – Alla Tiders Fyllekalas Vol. 11
- 2002 – Alla Tiders Fyllekalas Vol. 12
- 2003 – Live(s)! CD+DVD
- 2003 – 100% Eddie Meduza
- 2003 – Live(s)! CD
- 2004 – Rock'n Rebel
- 2005 – Alla Tiders Fyllekalas Vol. 13
- 2005 – Alla Tiders Fyllekalas Vol. 14
- 2005 – Alla Tiders Fyllekalas Vol. 15
- 2005 – Alla Tiders Fyllekalas Vol. 16
- 2005 – Raggare
- 2006 – Dragspelsrock
- 2006 – Dubbelidioterna
- 2014 – En Jävla Massa Hits
- 2014 – Jag Och Min Far (with Anders Norstedt)
- 2016 – The Lost Tape

### Sencillos
- 1975 – Tretton År / Här Hemma
- 1978 – Punkjävlar / Oh What A Cadillac
- 1979 – Yea Yea Yea / Honey B
- 1979 – Såssialdemokraterna / Norwegian Boogie / Roll Over Beethoven
- 1981 – Volvo / 34:an
- 1981 – Gasen I Botten / Mera Brännvin
- 1982 – Han Eller Jag, Vem Ska Du Ha / Tonight
- 1982 – Jätteparty I Kväll / Tonight
- 1982 – Jätteparty I Kväll / Han Eller Jag, Vem Ska Du Ha
- 1982 – Sverige / Stupid Cupid
- 1983 – Fruntimmer Ska En Ha...
- 1983 – Fruntimmer Ska En Ha... / Han Eller Jag, Vem Ska Du Ha?
- 1983 – Jag Vill Ha En Brud Med Stora Bröst / Leader of the Rockers
- 1983 – Jag Vill Ha En Brud Med Stora Pattar / Leader of the Rockers
- 1984 – Sveriges Kompani (Militärpolka) / Dunder Å Snus
- 1984 – Punkar'n Å Raggar'n / Hej På Dig Evert
- 1984 – Fisdisco / California Sun
- 1985 – The Wanderer / It's All Over Now
- 1988 – Småländsk Sommarnatt / Birds And Bees
- 1990 – Sweet Linda Boogie / Heart Don't Be A Fool